# Stanau
Stanau est une commune allemande de l'arrondissement de Saale-Orla, Land de Thuringe.

## Géographie
Stanau se situe dans une vallée des plaines gréseuses de Saale-Elster.
|                         | Meusebach            |           |
| Trockenborn-Wolfersdorf | Stanau               | Bremsnitz |
|                         | Neustadt an der Orla |           |

## Histoire
Stanau est mentionné pour la première fois en 1071 sous le nom de "Skanove".

## Source de la traduction
- (de) Cet article est partiellement ou en totalité issu de l’article de Wikipédia en allemand intitulé « Stanau » (voir la liste des auteurs).